# Kloster Lyon-Vaise
Kloster Lyon-Vaise war von 1820 bis 1834 und von 1837 bis 1904 ein Kloster der Trappistinnen in Lyon.

## Geschichte
Die 1816 von Kloster Riedera in der Schweiz in das heimatliche Frankreich zurückwandernden Trappistinnen wurden vom Ordensgründer Augustin de Lestrange auf die kurzlebigen Gründungen Kloster Forges und Kloster Frénouville aufgeteilt. Von Notre-Dame de toute Consolation (Maria Trösterin) in Frénouville aus gingen sie 1817 unter Beibehaltung des Namens nach Caluire (heute: Caluire-et-Cuire) bei Lyon und von dort 1820 nach Vaise (heute: Stadtviertel Vaise im  9. Arrondissement von Lyon), wo sie Webereien einrichteten. 1827 starb hier der durchreisende Lestrange. 1834 verließen die Nonnen das revolutionsgeschüttelte Lyon und gründeten Kloster Maubec in Montélimar nahe Kloster Aiguebelle.
1837 ging ein Teil der Schwestern von Maubec zur Rückbesiedelung (als Priorat) nach Vaise, wurde aber 1904 durch die Auflösung der Ordensgemeinschaften vertrieben und siedelte in Rogersville (New Brunswick) in Kanada (Kloster Assomption).

### Überreste in Lyon
Heute befindet sich der ehemalige Klosterkomplex am Hang unter der Autobahnbrücke der A6 in einem Mischgebiet von Wohnungen und Werkstätten, in der Nähe des sehr modernen Studier- und Firmenviertels Gorge de Loup. La Trappe ist Haltestelle der Buslinie 19. Von den Klostergebäuden und dem Klostergarten sind Reste erhalten. Auf dem Klosterportal (Rue des Deux Amants) ist eine Inschrift entzifferbar: NOTRE DAME DE TOUTE CONSOLATION ET PITIE. Den Giebel des noch bestehenden Klostergebäudes ziert (von der Avenue Sidoine Apollinaire aus sichtbar) eine Madonnenstatue mit Jesuskind im Arm. Auf der Gegenseite des Gebäudes (in der Impasse de la Trappe) ist der Eingangsbogen auffällig. An der Einmündung der Rue des Deux Amants in die Avenue Sidoine Apollinaire wurde eine Inschrift in Stein gemeißelt: Dom Augustin de L’Estrange/séjourna et mourut/en ce lieu/où se levait le monastère des trappistines de Vaise/†/Pèlerin de l’absolu/il préserva dans la tourmente (1791–1815)/la flamme de Cîteaux. (Dom Augustin de L’Estrange weilte und starb an diesem Ort, wo das Kloster der Trappistinnen von Vaise stand. Im Sturm der Jahre 1791 bis 1815 hütete er als Pilger des Absoluten die Flamme von Cîteaux).

### Gründungen
- 1852 Kloster Espira-de-l’Agly bei Rivesaltes → 1905 Kloster Herrera → 1923 Kloster Échourgnac.
- 1875 Kloster San Vito in Piossasco bei Turin → 1898 Trappistinnenkloster Grottaferrata → 1957 Kloster Vitorchiano.

### Oberinnen
- Marie du Saint-Esprit (Dorothée) Allard (* 11. Januar 1755 in Lyon, eingetreten in Kloster Sembrancher, Profess am 20. August 1802 in Kloster Darfeld-Rosenthal, Oberin von 1817 bis 1824, † 1. Januar 1827 in Lyon)
- Catherine Olivier (1825–1834)